# Венедикт I Єрусалимський
Патріарх Венедикт (грец. Πατριάρχης Βενέδικτος ; у миру Васіліос Пападопулос, грец. Βασίλειος Παπαδόπουλος ; 1892 Чеснейрі, Османська імперія - 9 грудня 1980 , Єрусалим) - єпископ Єрусалимської православної церкви, Патріарх граду Єрусалиму і всієї Палестини (1957-1980).

## Біографія
Народився в Нікімідійському селі Чеснейро поблизу міста Прусса в Османській імперії в грецькій родині. Здобув початкову освіту в місті Пруссі (нині Бурса, Туреччина).
8 грудня 1906 року родина Пападопулосів переїхала до Єрусалиму.
У 14 років вступив до Єрусалимської семінарії Святого Хреста, яку закінчив у 1914 році.
23 вересня 1914 року призначений секретарем Патріаршої канцелярії.
3 грудня 1914 року митрополитом Птолемаїдським Келадіоном пострижений у чернецтво з ім'ям Венедикт, а наступного дня був висвячений у сан диякона.
Під час бойових дій у Палестині в роки першої світової війни разом із Патріархом Даміаном та Священним Синодом виїхав із Єрусалиму до Дамаску.
З 23 грудня 1918 перебував на службі в Патріархії і виконував обов'язки патріаршого протодиякона.
9 вересня 1921 року синодальним рішенням направлений до Афін для навчання в Афінському університеті, де він навчався на юридичному факультеті, який закінчив у 1925 році. Також вивчав богослов'я у тому ж університеті.
В 1927 направлений в Лозанну як представник Єрусалимського патріархату на Всехристиянській конференції «Віра і церковний устрій».
У лютому 1929 року призначений екзархом Святого Гробу в Афінах. У жовтні 1929 року висвячений на священика і зведений у сан архімандрита.
17 лютого 1946 року був відкликаний до Єрусалиму та призначений постійним членом Священного Синоду, а також юридичним радником Єрусалимської Патріархії.
З 27 лютого 1947 - голова комітету Святого Гробу з питань нерухомості, а з 1950 - головою комітету фінансів.

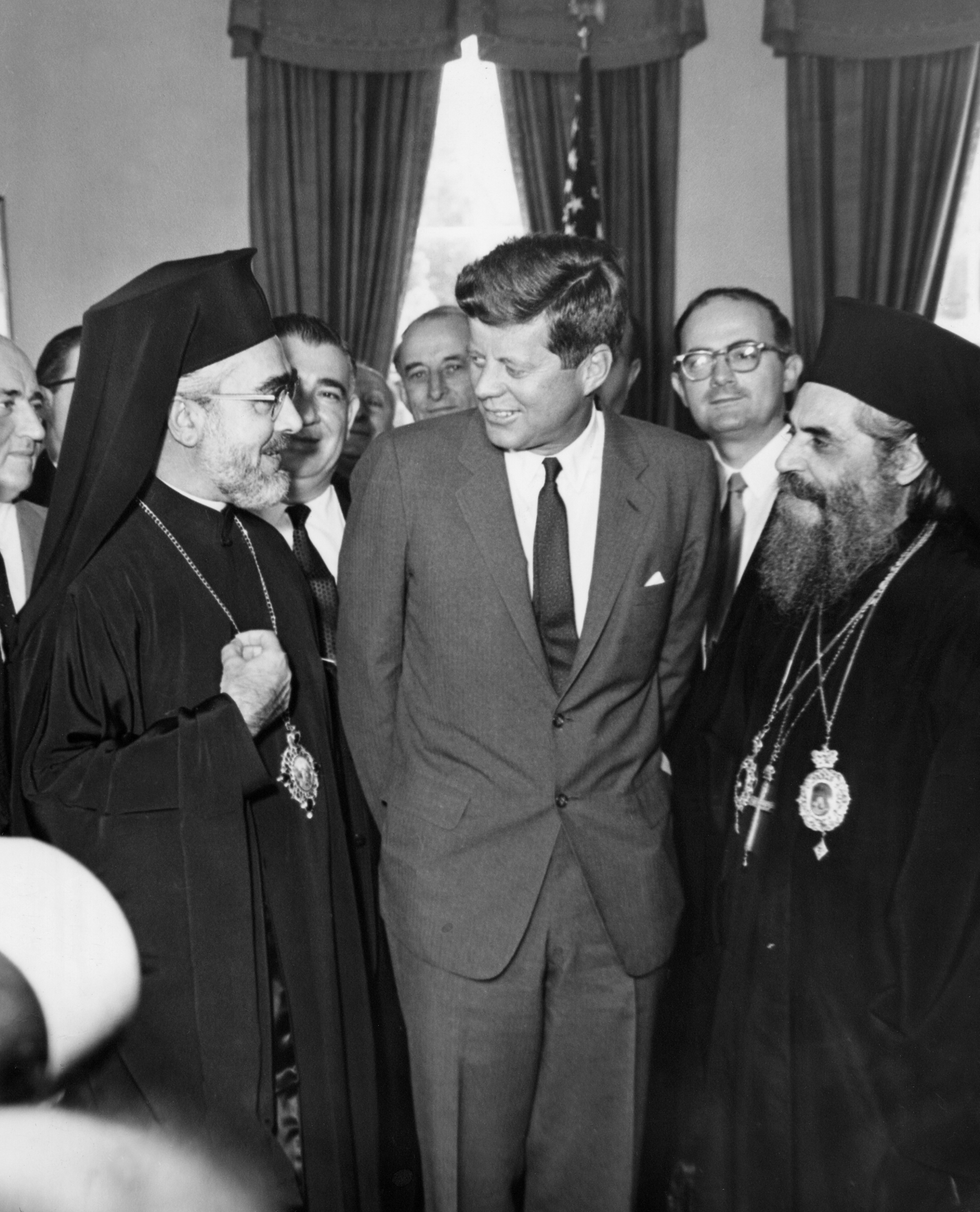
Архієпископ Яків, Кеннеді та патріарх Венедикт

В 1950 як представник Патріархату був присутній в Женеві на сесії Ради Безпеки ООН, де вирішувалося питання про Єрусалим.
18 березня 1951 року в Єрусалимському соборному храмі Воскресіння Христового висвячений на єпископа і призначений на Тиверіадську кафедру.
29 січня 1957 року рішенням Священного Синоду обраний патріархом Єрусалимським. Інтронізацію було здійснено 1 березня.
Йому вдалося розрядити небезпечну атмосферу невизначеності і нестабільності, що панувала в Палестині, ось уже багато років щодо питання про привілеї і прерогативи Єрусалимського Патріархату на Святих Місцях. Патріарх домігся навіть видання Йорданською державою відповідного закону від 1 липня 1958 року, який підтверджував за Братством Святого Гробу Господнього право володіння святими місцями, що належать православним грецьким ченцям, і охоронялася їхня власність.
Працював над улаштуванням святинь Святої землі, організацією парафіяльного життя, навчальних, медичних та соціальних установ. Поєднував душпастирську діяльність з активною науковою роботою. За свою працю був нагороджений Великим хрестом короля Георгія, орденами Антіохійського Патріархату, Йорданського королівства, Республіки Ліван, святого Діонісія Закінфського, святого Георгія та ін.
Зміцнив авторитет свого Патріархату через різностороннє спілкування та часті поїздки в такі країни як Греція, Сполучені Штати та Англія, участю членів Священного Синоду в ряді Всеправославних Конференцій та святкуванні тисячоліття Святої Афонської Гори на острові Родос, а також залагодженням невирішеного питання реконструкції Гробу Господнього.
Помер 9 грудня 1980 року. Похований 14 грудня 1980 року в церкві Вознесіння на Олеонській горі.